# Сергацкова Катерина Ігорівна
Катерина Ігорівна Сергацкова (рос. Екатери́на И́горевна Серга́цкова; 16 грудня 1987 Волгоград, Волгоградська область, РРФСР) — російська і українська журналістка та письменниця. Народилася в Росії, у квітні 2015 року отримала українське громадянство.
З 2014 року є членом організації, а з лютого 2021 року також входить до правління інтернет-видання hromadske.ua. З березня 2017 року є співзасновницею та співвласницею інтернет-видання «Заборона», одна публікація котрого була визнана Незалежною медійною радою маніпуляційною та з необґрунтованими звинуваченнями[⇨]. В липні 2023 року пішла з посади головної редакторки «Заборони».
Наприкінці липня 2020 року Сергацкова виїхала з України до однієї з країн Європейського союзу, стверджуючи, що після публікації її контроверсійної статті про нібито «зв'язки представників фактчекінгової організації StopFake з українськими неонацистами» у виданні «Заборона», вона отримала погрози життю її та її родини; представники StopFake відкинули ці звинувачення та повідомили про збільшення інформаційних атак Росії на членів команди проєкту.[⇨]

## Життєпис

### Ранні роки
Народилась 16 грудня 1987 року у Волгоград, Волгоградська область, РРФСР. 2008 року закінчила Волгоградський державний університет (журналістика).

### Журналістська кар'єра

#### В Росії
Працювала в російських виданнях «Московський комсомолець» та «Аргументы и факты». 2008 року стала головним редактором волгоградського суспільно-політичного видання «Хронометр». Згодом його, за даними Сергацкової, було закрито «під тиском російської влади», оскільки видання нібито було «опозиційним».

#### В Україні
2008 року переїхала з Волгограду до Криму, Україна, де на той час уже жила її родина, що вже переїхала туди раніше з Волгограду..
2010 року заснувала в Сімферополі вуличний університет, спрямований на освіту журналістів.
2012 року переїхала до Києва. Хоча це сталося за рік до початку тимчасової окупації півострова, та сама Сергацкова згодом стверджувала, що була вимушена покинути Крим саме через російську окупацію.
З 2014 року висвітлювала події і для російських (meduza.io, colta.ru, snob.ru тощо), і для українських видань («Українська правда», Insider, «Новое Время», «Фокус», ArtUkraine тощо), української та російської версій видання Esquire.
У березні 2014 року запустила російськомовний відеоблог про події в Криму «Крим. Як є» (рос. Крым. Как есть) на платформі Divan.TV. Під час перших кількох місяців Російсько-української війни на сході України 2014 року як журналіст перебувала на окупованих Росією територіях так званої ЛДНР, де висвітлювала події з обох боків конфлікту.
З 18 жовтня 2014 по червень 2017, за ініціативи Наталії Гуменюк, Сергацкова запустила та була ведучою російськомовного телепроєкту «Громадське російською» (рос. Громадское на русском) на hromadske.ua. З 2014 року Сергацкова є членом організації, а з лютого 2021 року також входить до правління видання hromadske.ua.
У серпні 2017 року Сергацкова була однією засновників та ввійшла до громадської ради фонду «Дім вільної Росії в Києві» (рос. Дом свободной России в Киеве), що з'явився за фінансового сприяння фонду ЄС European Endowment for Democracy та фонду Boris Nemtsov Foundation for Freedom і був покликаний психологічно та юридично допомагати російським емігрантам отримати статус біженця в Україні.
У березні 2017 року стала співзасновницею та власницею інтернет-видання Zaborona.com.
В липні 2020 року виїхала з України через погрози її життю та родині після публікації її статті у виданні Zaborona.com, у якій заявила про нібито «зв'язки представників організації StopFake з українськими неонацистами». StopFake відкинув ці звинувачення та повідомив про збільшення інформаційних атак на членів команди.[⇨]

## Громадянство
У квітні 2015 року набула громадянства України, отримавши паспорт з рук Президента України. За інформацією Human Rights Watch, у 2015 році, після отримання українського громадянства, Сергацкова відмовилася від російського громадянства.
Пізніше 2015 року Сергацкова написала статтю Це взагалі як: отримати громадянство України якщо ти журналіст з Росії де описала свій досвід отримання українського громадянства, заявивши, що процес отримання українського громадянства нібито занадто складний та зізнавшись, що «вона навіть фіктивно вийшла заміж аби пришвидшити отримання громадянства»; згодом, факт того що Сергацкова вийшла заміж фіктивно аби отримати українське громадянство розкритикувала журналістка видання ukrzurnal.eu Валентина Люля, яка зазначила, що «за таке у нормальній правовій державі на [Сергацкову] би вже було відкрито кримінальну справу».

## Скандали
Робота Катерини Сергацкової викликає гостру реакцію у читачів. Її називали «фахівцем із дискредитації України» та «п'ятою колоною». Зокрема, виникали скандали в період її роботи з висвітлення подій війни на Донбасі, як журналістки hromadske.ua та як власниці інтернет-видання «Заборона», одна публікація котрого була визнана Незалежною медійною радою маніпуляційною та з необґрунтованими звинуваченнями.

### Стрілянина у Красноармійську (2014)
11 травня 2014 року, у день проведення «референдумів» на Донбасі, Сергацкова повідомила про перестрілку у Красноармійську між військовими підрозділу МВС «Дніпро-1» та учасниками проросійського мітингу, які перегородили їм дорогу до будівлі міської ради та напали на солдатів. Для забезпечення проїзду, бійці були змушені відкрити вогонь у повітря. В результаті сутички один з учасників проросійського мітингу загинув.
Одразу після повідомлення Сергацкової, її почали звинувачувати у поширенні російської пропаганди, хоча за її словами, вона на власні очі бачила смерть, і знає тих, хто стріляв. Сергацкова зняла відео цього інциденту, що було поширене в ЗМІ. Крім Сергацкової про цей інцидент написав російський журналіст Тимур Олевський. За його словами, було відео заяви одного з озброєних людей у камуфляжі, що це «Дніпро-1».
Того ж дня речник МВС України заперечив участь підрозділу «Дніпро-1», заявивши, що підрозділ не знаходився у даному місті, а стрілянину розслідують як «умисне вбивство» (ст. 115 ККУ).
Водночас, за повідомленнями деяких ЗМІ, напередодні до Красноармійська таки увійшов батальйон «Дніпро-1» і взяв під охорону Красноармійську міськраду і міський відділ міліції. Раніше заступник глави Дніпропетровської ОДА Геннадій Корбан повідомив, що на прохання місцевих мешканців, добровольчий батальйон МВС України «Дніпро» приступає до патрулювання території чотирьох районів Донецької області, зокрема й Красноармійського.
Сергацкова стверджувала, що представники МВС згодом приватно визнали участь військових з «Дніпра-1», але «не могли про це казати».

### Колишні бойовики ІДІЛ в Україні
У 2016 році Сергацкова оприлюднила російськомовне інтерв'ю під заголовком «Розповідь екс-бойовика „Ісламської держави“, який живе в Україні» у виданні hromadske.ua з нібито як проживаючим в Україні ексбойовиком ІДІЛ під прізвиськом Алі; після появи цієї статті українські ЗМІ заявляли що ця стаття мала чималий розголос в Україні та «розбурхала [українську частину] мережі [інтернет]». У 2017 році Сергацкова стала фіналісткою журналістської премії «Честь професії» в номінації «Найкраще подання складної теми» за цей матеріал.
В 2017 році західні ЗМІ, посилаючись на розслідування Сергацкової, назвали Україну хабом «на шляху бойовиків ІДІЛ на шляху в Європу». Йдеться про ряд статей у західних ЗМІ де цитувалася Сергацкова, зокрема, наприклад, стаття британського видання The Sun що з'явилося у травні 2018 року під заголовком «ІДІЛ загрожує атакою на фінал Ліги чемпіонів у Києві, оскільки кровожерливі фанатики у Telegram месенджері готують теракт для знищення футбольних фанатів» та стаття британського телеканалу Sky News що з'явилося у серпні 2017 року під заголовком «'Корупційний хаб' Україна може надавати терористичний маршрут до Європи для російських бойовиків ІДІЛ. Оглядачі заявляються що до 500 колишніх-джихадистів ховаються у цій країні, що нещодавно підписала угоду про безвізовий режим з ЄС»; а також її розслідування для видання hromadske.ua видане у липні 2017 під заголовком «На шляху з ІДІЛ: як колишні бойовики „Ісламської держави“ опиняються в Україні». Тоді ж у 2017 році експерт з питань нацбезпеки та тероризму, старший науковий дослідник у The Canadian Network for Research on Terrorism, Security and Society (TSAS) Юрій Костюченко поширені Сергацковою російські наративи про «Україну як хаб для ІДІЛ» назвав хибними та підкреслив що його група експертів TSAS впродовж трьох років досліджувала питання в області безпеки та терористичних загроз ІДІЛ й висновки, які були ними зроблені «серйозно суперечать припущенням статті пані Сергацкової і прес-релізам ФСБ», оскільки жодного зв'язку між Україною та ІДІЛ ними не було виявлено й загалом ними не було знайдено «жодних підтверджень припущенням, що Україна є транзитним шляхом для „бойовиків ІД“». Як зазначив Костюченко сенс таких інформаційних атак інспірованих російською ФСБ, та поширюваних журналістами на кшталт Сергацкової, «полягає у відволіканні уваги», адже сама Росія якраз то й є одним з головних «хабів бойовиків ІДІЛ». Загалом Костюченко назвав статтю-розслідування Сергацкової на «Громадському», такою що «безсумнівно, спрямован[а] на системну дискредитацію нашої держави в очах західних союзників і створення стійкого образу „системного хаосу в Україні“» та порівняв її з рядом «інших вкидань про „терористів ІДІЛ в Україні“, які регулярно з'являються в російській пресі з середини 2014 року».
Згодом у грудні 2020 року у виданні що належить Сергацковій, Zaborona.com, вийшла розлога стаття-розслідування під заголовком Джихадисти на канікулах. Чому Україна стала притулком для бойовиків «Ісламської держави», (англомовну версію цієї статті під заголовком «Україна як притулок для джихадистів» (англ. Ukraine as a safe haven for jihadists) Сергацкова надрукувала у листопаді 2020 року, ще за місяць до появи україномовної версії, у виданні journalismfund.eu), де повторювалися ті самі російські наративи про Україну як «хаб бойовиків ІДІЛ на шляху в Європу». Фактчекінгова організація Sprotyv.info проаналізувавши ці статті Сергацкової назвала це черговою спробою «поширення російськими та [формально українськими]-гібридними ЗМІ брехні про представників терористів „Ісламської держави“ в Україні» та нагадала що «Сергацкова [вже впродовж] 6 років наполегливо, але без особливих успіхів, культивує російський фейк про ту чи іншу приналежність України до ІДІЛ в нашому [українському] а також міжнародному інформпросторі».

### Звинувачення StopFake у зв'язках з ультраправими
На початку липня 2020 року видання «Заборона» опублікувало контроверсійну статтю Сергацкової під заголовком «Фейсбук заблокував „Заборону“ за критику неонацистів. Виявилося, що українські фактчекери соцмережі тісно з ними товаришують», в якій вона звинуватила представників StopFake, й зокрема журналіста Марка Супруна, у зв'язках з українськими ультраправими діячами. За кілька днів після появи першої статті, та значного розголосу який вона спричинила, Сергацкова написала ще одну статтю під заголовком «Усі обговорюють статтю Заборони про StopFake i ультраправих. Відповідаємо на головні запитання». Ці контроверсійні статті «Заборони» про нібито зв'язок StopFake, і зокрема одного з його журналістів Марка Супруна, з ультраправими угрупованнями значною мірою відтворили «розслідування», яке зробили автори проросійського видання «Страна.ua» на кілька місяців раніше. Обидва сайти посилалися на західних журналістів Крістофера Міллера та Майкла Колборна, які першими заявили про зв'язки Марка Супруна з ультраправими. Крім того контроверсійні статті «Заборони» спричинили розголос не лише серед українських ЗМІ, а й серед західних: зокрема, серед західних організацій що надрукували статті сумнівної нейтральності з висвітленням статті Сергацкової про «зв'язки StopFake з праворадикалами-неонацистами», були найбільші англомовні медіа, такі як The New York Times, The Independent тощо.
У відповідь на цю статтю, наглядова рада проєкту StopFake оприлюднила публічну заяву, де повідомлялося що тези статті видання «Заборона» є неправдивими та маніпулятивними, та є частиною інформаційної атаки Росії проти команди проєкту та частиною тренду «цькування та залякування працівників StopFake проросійськими медіа». Крім цього, у своїй відповіді наглядова рада StopFake зазначила, що проєкт не має повноважень блокувати чи видаляти пости у Facebook, про що у виданні «Заборона» не могли не знати, а також відкинули твердження про політизованість проєкту StopFake, а Крістофера Міллера, цитованого в статті, звинуватили у суб'єктивному та ворожому ставленні до StopFake та розповсюдженні непідтвердженої інформації.
Згодом Міністерство закордонних справ України висловило свою підтримку фактчекінговій органцізації StopFake у ситуації навколо публікації статті про неї виданням «Заборона», та підкреслило що «у дискусію навколо громадської організації [StopFake] свідомо або несвідомо залучені кола, які долучаються до [кампанії з підриву довіри до відомої української організації StopFake]» й що «є всі підстави говорити про системні зусилля [Російської Федерації] з підриву довіри до відомої української організації StopFake».
На думку видання Український тиждень та День стаття у «Забороні» була або запланованою або несвідомою атакою Сергацкової на StopFake, яка в будь-якому випадку чітко грає на руку Кремлю, оскільки допомагає Росії у досягненні двох важливих цілей в російсько-українській інформаційні війні: по-перше, дискредитувати першу незалежну українську фактчекінгову організацію StopFake, яка зовсім нещодавно приєдналася до команди Facebook у ролі фактчекерів, у надії що Facebook незабаром припинить співпрацю з StopFake через «зв'язки з праворадикалами-неонацистами», а по-друге, скоротити грантове фінансування StopFake, яка завжди була волонтерською, недержавною спільнотою, що існувала тільки завдяки пожертвам та грантам. Видання Український тиждень однак зазначило, що наразі немає чітких та однозначних доказів того, що скандал довкола «Заборони» з'явився на замовлення російського ФСБ, як немає й доказів вербування особисто Катерини Сергацкової російськими спецслужбами.
Незалежна медійна рада провела аналіз статті Сергацкової й визнала, що її стаття у виданні «Заборона» про StopFake порушує журналістську етику а також упереджено дискредитує проєкт StopFake як фактчекера і вводить в оману читачів щодо наявного механізму взаємодії фактчекерів та платформи Facebook. Водночас членкиня Незалежної медійної ради Наталія Гуменюк в додатку до заяви вказала на те, що представники проєкту StopFake «так і не дали відповіді й не пояснили свого ставлення до неонацистського гурту „Сокира Перуна“, з лідером якого товаришує ведучий проєкту». Також вона вказала, що «публічні заяви представників проєкту StopFake можуть безпідставно і бездоказово створити враження, що стаття незалежного видання може бути частиною скоординованої Кремлем».
Після появи цих контроверсійних статей на початку липня 2020 року, Сергацкова заявила, що їй невдовзі почали погрожувати. Каталізатором погроз до Сергацкової стало 11 липня 2020 року, коли український журналіст Роман Скрипін прокоментував ці статті Сергацкової в себе у Facebook, опублікувавши світлину Сергацкової та її сина та висловившись про негативний досвід спільної з нею роботи на hromadske.ua у 2014—2015 рр. та поставив під питання професійні й особисті якості Сергацкової; крім цього, у своєму Facebook-пості Скрипін заявив безпідставність атак Сергацкової на Федченка й Супруна та припустив, що Сергацкова працює на російську розвідку. У коментарях до цієї публікації у Facebook пролунали погрози від інших користувачів Facebook на адресу Сергацкової й прозвучали нагадування що вона була громадянкою Росії. 15 липня низка міжнародних та українських громадських організацій, включно зі StopFake, «категорично засудили тиск та погрози життю» журналістки та закликали українську владу подбати про її безпеку.
Наприкінці липня 2020 року Сергацкова виїхала з України до однієї з країн Європейського союзу, стверджуючи що після публікації її контроверсійної статті про StopFake у виданні «Заборона» вона отримала погрози життю її та її родини.
Згодом Сергацкова також стверджувала, що деякі з тих, хто критикував її після публікації тієї контроверсійної статті про StopFake, нібито підкреслювали той факт, що вона єврейка.

### Звинувачення у роботі на російські спецслужби
Після скандалу через публікацію статті про StopFake і неонацистів журналіст Роман Скрипін звинуватив Сергацкову в роботі на російські спецслужби. Але доказів цього немає, про що писало, зокрема, видання Український тиждень.

## Погляди

### БаченняАТО на Донбасі
У травні 2015 року в інтерв'ю 112 каналу Сергацкова звинуватила у війні на сході України українську владу. Вона заявила, що тодішнє керівництво країни розпочало антитерористичну операцію лише тому, що йому «захотілося показати кулак». Зокрема вона зазначила «Коли в Донецьку почалася АТО… Це сталося одразу після виборів президента, 26 травня. Це той момент, з якого почалася справжня війна. Якби не було тієї АТО в Донецьку 26 травня, у нас не було б війни. Можна було все зупинити на Слов'янську. І купірувати територію — так само, як вона купірована зараз»; коли журналістка запитала уточнююче запитання щодо того чи вважає вона АТО — помилкою, вона відповіла що «абсолютно. Це був провал. Я думаю, що це було зроблено дуже даремно. Керівництву країни захотілося показати кулак. Й іншого виходу нібито не було. Насправді вихід є завжди, і можна було домовитися. Тим більше, ми знаємо, що колона Стрєлкова зі Слов'янська просто пішла. Її дорогою ніхто не розстріляв, ніхто не знищив, вона спокійно дісталася Донецька. І вся ця операція показує, що дещо пішло не так, як могло».

## Літературна діяльність
Катерина Сергацкова авторка та співавторка двох російськомовних та англомовно-україномовних книжок.
У 2014 році Сергацкова написала хронологію подій Євромайдану для двомовного українсько-англійського видання під назвою #ЄВРОМАЙДАН — історія, що народжується (англ. #EUROMAIDAN — History In The Making). У березні 2015 року вийшла російськомовна книга Сергацкової (у співавторстві з Артемом Чапаєм та Володимиром Максаковим) «Війна на три літери» (рос. Война на три буквы).

### Англійською/українською
- #Euromaidan — history in the making [Текст]: [фотоальбом] / [авт. ідеї В. Кадигроб ; упоряд.: Г. Гусєв та ін. ; голов. ред. Г. Гусєв ; авт. текстів: Я. Грицак та ін. ; пер.: В. Вишенська та ін. ; фот.: Діденко Д. та ін.]. — Київ: Основи, 2014. — 281, [4] с. : фот. кольор. — Текст укр., англ. — ISBN 978-966-500-355-7

### Російською
- Чапай А., Сергацкова К., Максаков В. Война на три буквы. — Харьков: Фолио, 2015. — 384 стр. — ISBN 978-966-03-7168-2

## Особисте життя
У першій половині 2010-тих років оформила фіктивний шлюб з громадянином України, що мешкав у окупованому Криму, задля отримання українського громадянства.
У жовтні 2017 року одружилася з українським журналістом Романом Степановичем. У подружжя є син Яків 2015 р.н.

## Відзнаки
- 2015 — фіналістка премії «Честь професії» у номінації «Найкраще подання складної теми» за її матеріал для видання «Українська правда» «„Это все народное творчество“: как проходил псевдореферендум на Донбассе» (укр. «„Це все народна творчість“: як проходив псевдореферендум на Донбасі».[71]
- 2015 — лауреатка премії Kurt Shork Awards за її матеріал для видань Фокус та Esquire.[72][73]
- 2017 — фіналістка премії «Честь професії» у номінації «Найкраще подання складної теми» за її матеріал для видання «Hromadske.ua» «Розповідь екс-бойовика „Ісламської держави“, який живе в Україні».[37][38]
- 2017 — фіналістка премії FPA Young Journalism Awards.[74]
- 2018 — лауреатка премії «Честь професії» у номінації «Конструктивна журналістика» за її матеріал для видання «Zaborona.com» «Майбутнє Донбасу».[75]
- 2020 — фіналістка премії «Честь професії» у номінації «Найкраща аналітика» за її матеріал для видання «Zaborona.com» «Банановий еквівалент».[76]